# 山口さんちのツトム君
『山口さんちのツトム君』（やまぐちさんちのツトムくん）は、NHKの歌番組『みんなのうた』で放送された楽曲。作詞・作曲：みなみらんぼう、唄：川橋啓史（NHK東京児童合唱団）。アニメーション制作は田中ケイコ。

## 概要
1976年に『みんなのうた』で放送されたのがきっかけとなり、NHKに問い合わせの葉書が殺到。各社競作で発売されたレコードの売り上げが累計150万枚以上の大ヒットを記録した。
歌の内容は、幼馴染みの山口ツトム君に元気がないと感じた女の子 が、ツトム君を励まそうとして声をかけても返事がなく心配していたが、田舎へ帰省していたツトム君のママがお土産のイチゴを持って帰ってくると元気を取り戻し、2人で仲良くイチゴを頬張るというもの。
作者のみなみは当初、メディアからのインタビューに「山口ツトム」のモデルはいないと返していたが、曲の発表から15年後、『みんなのうた』30周年記念誌への寄稿を依頼されたときに、ふと「山口ツトム」が少年時代に母を亡くして意気消沈していた自分自身そのものであることに気がついたという。
歌に登場する少年の苗字が「山本」や「山田」などではなく「山口」である理由について、作者のみなみらんぼうは特に意識することもなく、自然に思い浮かんだ苗字であると語っている。しかし、この歌が作られた当時は歌手の山口百恵が人気絶頂だった時期であり、当時の社会現象が作者に何らかの影響を及ぼしていた可能性もあると、NHKのバラエティー番組『日本人のおなまえっ!』（2020年9月24日放送分）は指摘した。
アニメはセルロイドアニメを多層撮影の手法で制作された。
1998年4月からは、同じくNHKの『おかあさんといっしょ』でも同曲が歌われている。

## 短編映画
『みんなのうた』で本作を歌っていたのは、斉藤こず恵（斉藤こずえ）であると思っている人が多いが誤解である。斉藤は、放送とほぼ同時期に東映東京制作の同名短編映画に出演して『みんなのうた』とは別に本作を歌っており、NHK朝の連続テレビ小説『鳩子の海』（1974年 - 1975年）の大ヒットにより知名度が非常に高かったことなどから誤解が広まったと思われる。前述の通り、『みんなのうた』で『山口さんちのツトム君』を歌っていたのは、NHK東京児童合唱団の川橋啓史である。
フィリップスの斉藤こず恵盤「山口さんちのツトム君」は初回プレス10万枚を記録した。
川橋の音源が多数のCDに収録されているのに対し、斉藤の音源は長い間CD化されず、2000年発売のレコード会社13社による共同企画で登場したオムニバスCD『青春歌年鑑 1976』でようやくCD化された。
なお前述の短編映画は1976年7月18日封切りの『東映まんがまつり』内で公開された。同時上映は次の通り。
- アリババと40匹の盗賊（再映）
- グレンダイザー ゲッターロボG グレートマジンガー 決戦! 大海獣（劇場用新作）
- 秘密戦隊ゴレンジャー 爆弾ハリケーン（同上）
- ザ・カゲスター（同上）
- 宇宙鉄人キョーダイン
- 一休さん 虎たいじ
- 母をたずねて三千里

なお本作は、現在まで映像ソフト化されていない。

## 収録曲（シングルレコード）
発表当時本作のレコードは、レコード会社11社から発売された。

### コロムビア版
1976年6月14日発売。SCS-308。
1. 山口さんちのツトム君（歌：川橋啓史）
2. 南の島のハメハメハ大王（歌：堀江美都子、こおろぎ'73）

### フィリップス版
1976年6月15日発売。FS-2024。
1. 山口さんちのツトム君（歌：斉藤こず恵）
2. ポンポコ山のタヌ子（歌：斉藤こず恵）[注釈 3]

### 東芝EMI版
1976年6月20日発売。TC-3041。
1. 山口さんちのツトム君（歌：水森亜土）
2. ハメハメハ大王（歌：水森亜土）

### ポリドール版
1976年6月21日発売。レーベルはNHKレコード。DQ-1003。
1. 山口さんちのツトム君（歌：川橋啓史）
2. 少年海賊団の唄（歌：クニ河内）

### CBSソニー版
1976年6月21日発売。05SG-1 
1. 山口さんちのツトム君（歌：川橋啓史）
2. 山口さんちのツトム君（カラオケ）
3. 少年海賊団の唄

### ビクター版
1976年?月?日発売。KV-40。
1. 山口さんちのツトム君（歌：小鳩くるみ）
2. 南の島のハメハメハ大王（歌：小鳩くるみ）

### ユピテル版
1976年7月?日発売。YC-1
1. 山口さんちのツトム君（歌：市川めぐみ、ユピテル児童合唱団）
2. 山口さんちのツトム君（カラオケ）
3. およげ!たいやきくん（歌：市川めぐみ、ユピテル児童合唱団）
4. およげ!たいやきくん（カラオケ）

### RVC (RCA)版
1976年9月?日発売。JRT-1501
1. 山口さんちのツトム君（歌：川橋啓史）
2. 少年海賊団の唄（歌：クニ河内）

## 収録アルバム
- NHKみんなのうた大全集 恋するニワトリ～おふろのうた（1985年）

## その他のカバー
- 川橋啓史はキャニオン・レコード（LP『NHK「みんなのうた」より／ゴクロウサン』収録）、キングレコード（LP『NHK「みんなのうた」より(Vol.13)』収録）でもこの曲を発売した。
- テイチク児童合唱団（テイチク版カバー。LP『げんきにうたおう、みんなのうた』 に収録。CDではアルバム『日本のこどもうた 4〜家族といっしょに歌おう〜』に収録）
- 岡浩也
- 吉岡ひでたか（吉岡秀隆）（LP『ユミちゃんの引越し・山口さんちのツトム君 みなみらんぼうのこどものうた』収録。ビクターの童謡集にしばしば収録される音源）
- 田中ケイコ（アルバム『NHKみんなのうたBest』収録）
- 山口百恵（アルバム『百恵・オン・ステージ』収録）
- ビクター少年合唱隊（河村卓也）（アルバム『ビューティフルサンデー〜天使のハーモニー3』収録）
- グッチ裕三とグッチーズ（ハッチポッチステーションより）
- ワタナベフラワー&ゆーゆ（2014年発売のアルバム『ダブルス』収録）
- Foorin（音源未公開、みんなのうた60フェスでの歌唱）

## その他
上記のシングルの他に、大阪有線放送へのプロモーション用レコードとして制作された、A面に斉藤こず恵版の「山口さんちのツトム君」を、B面に原あつこの「燃える想い」を収録したシングル（フィリップス OUP-9）が存在する。 
この曲は元々、フィリップス専属歌手のみなみが、斉藤こず恵に提供する候補曲として制作したが、没案になったため『みんなのうた』に提供されたものであり、その後実際に斉藤が競作歌手の一人としてレコードを発売することになった。
川橋啓史はこの曲を、数社で発売しているが、『みんなのうた』放送時と同一音源のものはポリドール盤である。他社のレコードはレコード用に再録音されて各社が制作した音源である。
日本コロムビアが発売したカセットテープ『山口さんちのツトム君』（日本コロムビア CEK-563）に収録の本楽曲は、購入者から「歌い方がおかしい」という指摘があり、それを受けて日本消費者連盟が調査したところ、問題点があることが判明した。それを受け日本コロムビアは、同カセットテープの製造販売の中止・店頭在庫の回収を決めた。

## 絵本
- 『えほん 山口さんちのツトム君 「NHKみんなのうた」から』絵：田中ケイコ、日本放送出版協会、1976年。

## 続編
本作の大ヒットにより、ツトム君の視点から幼馴染の女の子との別れを語るアンサーソング『ユミちゃんの引越し 〜さよならツトム君〜』が制作され、『みんなのうた』で1976年10月-11月に放送された。続編では、ツトム君の幼馴染みの女の子の名前がユミちゃんであることが明かされた。ようやく再放送されたのは2012年10-11月だったが、36年ぶりの放送だった。